# Донино (Московская область)
До́нино — деревня в Раменском городском округе Московской области. Население — 446 чел. (2010).

## География
Деревня Донино расположена в северной части Раменского городского округа, примерно в 7 км к северо-востоку от города Раменское. Высота над уровнем моря 134 м. Через деревню протекает река Донинка. В деревне 11 улиц, приписано 12 СНТ. Ближайший населённый пункт — село Игумново.

## Название
Название связано с Доня, разговорной формой календарных личных именён Авдон, Домна, Донат и др..

## История
В 1926 году деревня являлась центром Донинского сельсовета Раменской волости Бронницкого уезда Московской губернии.
С 1929 года — населённый пункт в составе Раменского района Московского округа Московской области.
До муниципальной реформы 2006 года Донино входило в состав Дементьевского сельского округа Раменского района, затем в состав городского поселения Кратово.

## Население
В 1926 году в деревне проживал 583 человека (262 мужчины, 321 женщина), насчитывалось 129 хозяйств, из которых 123 было крестьянских. По переписи 2002 года — 484 человек (231 мужчины, 253 женщины).
| 1926 | 2002 | 2010 |
| ---- | ---- | ---- |
| 583  | ↘484 | ↘446 |